# Nastassiw
Nastassiw (ukrainisch Настасів; russisch Настасов/Nastassow, polnisch Nastasów) ist ein Dorf im Rajon Ternopil der Oblast Ternopil (Ukraine) mit etwa 1670 Einwohnern.

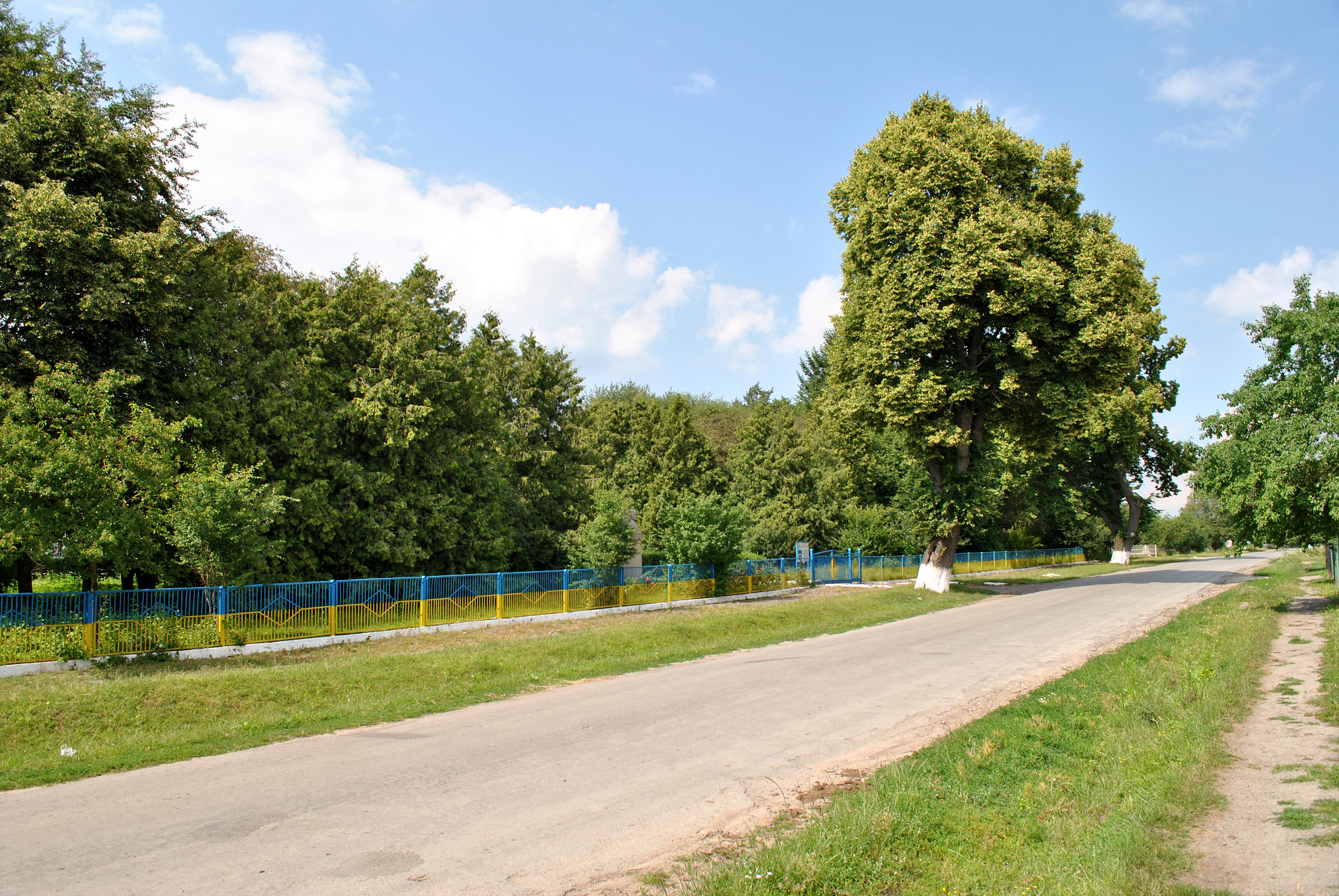
Blick in den Ort

## Geographie
Das Dorf liegt etwa 25 km südwestlich von Ternopil am Flüsschen Synjucha. Die Fläche der Gemeinde beträgt 5,32 km² (341 pro km²).
Am 8. August 2018 wurde das Dorf zum Zentrum der neugegründeten Landgemeinde Nastassiw (Настасівська сільська громада Nastassiwska silska hromada). Zu dieser zählen noch die 2 Dörfer Jossypiwka (Йосипівка) und Marjaniwka (Мар'янівка), bis dahin bildete das Dorf die gleichnamige Landratsgemeinde (Настасівська сільська рада/Nastassiwska silska rada) im Süden des Rajons Ternopil.
Am 12. Juni 2020 wurde das Dorf ein Teil der Siedlungsgemeinde Welyka Beresowyzja im Rajon Ternopil.

## Geschichte
Nastassiw wurde 1654 gegründet.

## Wirtschaft
Die Gemeinde spezialisiert sich im Wesentlichen auf Herstellung landwirtschaftlicher Erzeugnisse.

## Verkehr und Infrastruktur
Es besteht eine Busverbindung nach Ternopil sowie zu den umliegenden Dörfern.
Im Dorf gibt es eine Schule sowie ein Kulturhaus (Saal mit 500 Plätzen).

## Sehenswürdigkeiten
In Nastassiw befindet sich die römisch-katholische Kirche der Unbefleckten Empfängnis der heiligen Jungfrau Maria (Костел Непорочного Зачаття Пресвятої Діви Марії).